# Квач Ганна Пилипівна
Ганна Пилипівна Квач (нар. 19 липня 1941, смт. Біловодськ, тепер Біловодського району Луганської області) — українська радянська діячка, завідувачка молочно-товарної ферми колгоспу «Україна» Біловодського району Луганської області. Депутат Верховної Ради УРСР 8—9-го скликань.

## Біографія
Освіта неповна середня.
З 1957 року — доярка, касир колгоспу, з 1970 року — завідувачка молочно-товарної ферми колгоспу «Україна» Біловодського району Луганської області.
Потім — на пенсії у селі Семикозівка Біловодського району Луганської області.

## Нагороди
- ордени
- медалі